# Beetle Bailey
Beetle Bailey és una tira còmica ambientada en un campament fictici de l'Exèrcit dels Estats Units d'Amèrica, creada per Mort Walker. Es va començar a publicar el 4 de setembre de 1950. En els anys just abans de la mort de Walker el 2018 (a l'edat de 94), va ser una de les tires còmiques més antigues que encara produïa el seu creador original. Al llarg dels anys, Mort Walker havia estat assistit per (entre d'altres) Jerry Dumas, Bob Gustafson, Frank Johnson i els fills de Walker, Neal, Brian i Greg Walker, que varen continuar la tira després de la seva mort.

## Argument
Beetle va ser originalment un estudiant universitari a la Universitat de Rockview el 4 de setembre de 1950. Tot i que era tan mandrós a la universitat com ho faria al servei, sí que va patir una ruptura i va ser l'estrella de l'equip de pista [aparentment amb una beca] Tenia quatre amics: (Bitter Bill; Diamond Jim; Freshman and Sweatsock) també fumava una pipa (tot i que ho va deixar després d'allistar-se a l'exèrcit). Els personatges d'aquella tira inicial. Van ser modelats després dels germans de la fraternitat Kappa Sigma de Walker a la Universitat de Missouri. El 13 de març de 1951, durant el primer any de la tira, Beetle va deixar l'escola i es va allistar a l'exèrcit dels Estats Units, on ha romàs des de llavors. La seva raó per allistar-se va ser perquè estava fugint després d'haver estat gairebé atrapat tant per la seva enfadada i gelosa primera xicota "Buzz" com per una segona noia que el perseguia.